# Macgnímartha Finn
Macgnímartha Finn ['makɣʴnʴiːvarθa fʴiN] („Fionns Jugendtaten“), auch Macgnímartha Find, ist eine Sammlung von Abenteuern des jungen Fionn mac Cumhaill im Finn-Zyklus der Irischen Mythologie. Sie ist in einer Fassung überliefert (Laud 610: folio 118Rb-121Va), die der Keltologe Kuno Meyer bei seiner Edition 1881 für die Revue Celtique ins 12. Jahrhundert datiert. Diese Fassung endet mit der Erzählung, wie Fionn auf dem Weg nach Tara eine Sídhe besucht – weitere Episoden wurden später hinzugefügt.

## Inhalt
Fionns Vater Cumhall mac Basna wird in der Schlacht bei Castleknock (County Dublin) von Goll mac Morna im Auftrag von König Tadg mac Nuadat, dem Vater seiner Gattin Muirne, getötet, da dieser gegen die Verbindung des Kriegers mit seiner Tochter ist. Muirne ist aber bereits schwanger und gebiert unter dem Schutz von Hochkönig Conn Cétchathach einen Sohn, den sie Demne (*dam-niḭos, „Hirschlein“) nennt. Er wird von der Schwester seines Vaters Cumhall, der Druidin Bodhmall, die auch Los Lurgann („Schnellfuß“) genannt wird, in einem abgelegenen Wald aufgezogen. Diese unterrichtet ihn im Schnelllauf, Hochsprung, Schwimmen und dem Waffenhandwerk und gibt ihm auch den Namen Fionn („weiß“, „blond“, „schön“). Sein berühmtes Schwert Mac an Luinn erlangt er später mit Hilfe seiner Mutter.
Da Golls Männer Fionn nach dem Leben trachten, wandert er quer durch Irland. Er wird vom Druiden Finegas (auch Fineces) unterrichtet. Dieser hat den „Lachs des Wissens“ (eó fis) gefangen und Fionn soll ihn für seinen Lehrmeister braten, es wird ihm jedoch verboten, davon zu kosten. Da Fionn sich dabei den Daumen verbrennt, leckt er ihn reflexartig ab und erlangt dadurch all das geheime Wissen, das Finegas für sich alleine erwerben wollte. Später geht dieses Wissen durch das ständige Saugen am Daumen auf einen Zahn über. Mit diesem „Weisheitszahn“ (dét fis) kaut er immer am Daumen, wenn er mythisches Wissen benötigt, bis er den Daumen fast bis zum Knochen abkaut.
Bei seinem ersten Besuch der Königsburg von Tara kann er den Feuerdämon Aillén besiegen. Er erhält dadurch den Oberbefehl über die Kriegertruppe der Fianna, die einst sein Vater befehligt hatte und die bis zu diesem Zeitpunkt von Goll mac Morna angeführt worden war. Goll muss ihm auf Befehl des Hochkönigs Treue schwören.
Die Weisheits-Erlangung Fionns kann mit der Geschichte Hanes Taliesin verglichen werden, wo der junge Gwion Bach (Taliesin) auf ähnliche Art magisches Wissen erlangt.